# گامبیا در المپیک تابستانی ۲۰۲۴
کاروان المپیکی گامبیا، یکی از کاروان‌های شرکت‌کننده در بازی‌های المپیک تابستانی ۲۰۲۴ بود. این دوره از بازی‌ها از ۲۶ ژوئیه تا ۱۱ اوت ۲۰۲۴ (۵ تا ۲۱ امرداد ۱۴۰۳ خورشیدی) به میزبانی پاریس، پایتخت فرانسه برگزار شد. این حضور، یازدهمین حضور کاروان گامبیا در المپیک بود.

## مقامات
کمیته ملی المپیک گامبیا، ابریما جاوارا، رئیس اتحادیه گلف گامبیا را به عنوان رئیس هیأت به المپیک پاریس اعزام کرد.

## شرکت‌کنندگان
فهرست زیر به ورزشکاران این کاروان اشاره دارد.
| ورزش        | مردان | زنان | مجموع |
| ----------- | ----- | ---- | ----- |
| دو و میدانی | ۱     | ۲    | ۳     |
| جودو        | ۱     | ۰    | ۱     |
| شنا         | ۱     | ۱    | ۲     |
| تکواندو     | ۱     | ۰    | ۱     |
| مجموع       | ۴     | ۳    | ۷     |